# Α-フェトプロテイン
α-フェトプロテイン（アルファ・フェトプロテイン、α-fetoprotein; AFP）とは、胎児の肝細胞や卵黄嚢で産生される糖蛋白である。分子量はおよそ70,000。ヒトでは4番染色体にafp遺伝子によりコードされている。健康な成人の体内ではほとんど産生されない。

## 医療におけるAFP
上記の通り、健常者ではほとんど産生されない。しかし肝細胞癌、肝芽腫、ヨークサック腫瘍などの腫瘍細胞では産生されるため、腫瘍マーカーとして用いられる。まれにではあるが、肺癌や胃癌でも産生されることがある。
AFPは糖鎖構造の違いにより、レンズ豆のレクチンとの親和性が異なることを用いて分画が得られる。AFPのうちL3分画と呼ばれるものが肝細胞癌で上昇することがあり、診断の一助として用いられる。肝細胞癌では、PIVKA-IIとともに重要な腫瘍マーカーである。